# Todirostre à poitrine brune
Ne doit pas être confondu avec Todirostre à poitrine ombrée.
Hemitriccus obsoletus
Espèce
Statut de conservation UICN

 LC  : Préoccupation mineure
Le Todirostre à poitrine brune (Hemitriccus obsoletus), aussi appelé Todirostre de Ribeiro, est une espèce de passereau de la famille des Tyrannidae,.

## Systématique et distribution
Cet oiseau est représenté par deux sous-espèces selon la classification de référence du Congrès ornithologique international (version 9.1, 2019) :
- Hemitriccus obsoletus obsoletus (Miranda-Ribeiro, 1905) : montagnes du sud-est du Brésil (États de Rio de Janeiro et de São Paulo) ;
- Hemitriccus obsoletus zimmeri Traylor, 1979 : montagnes du sud-est du Brésil (États de Paraná et du Rio Grande do Sul) et nord-est de l'Argentine[1],[2],[4].